# Skull House von Moville

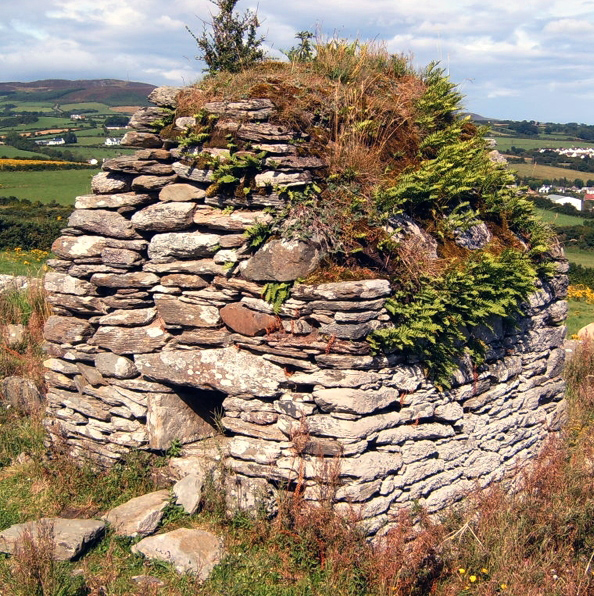
Skull House von Moville

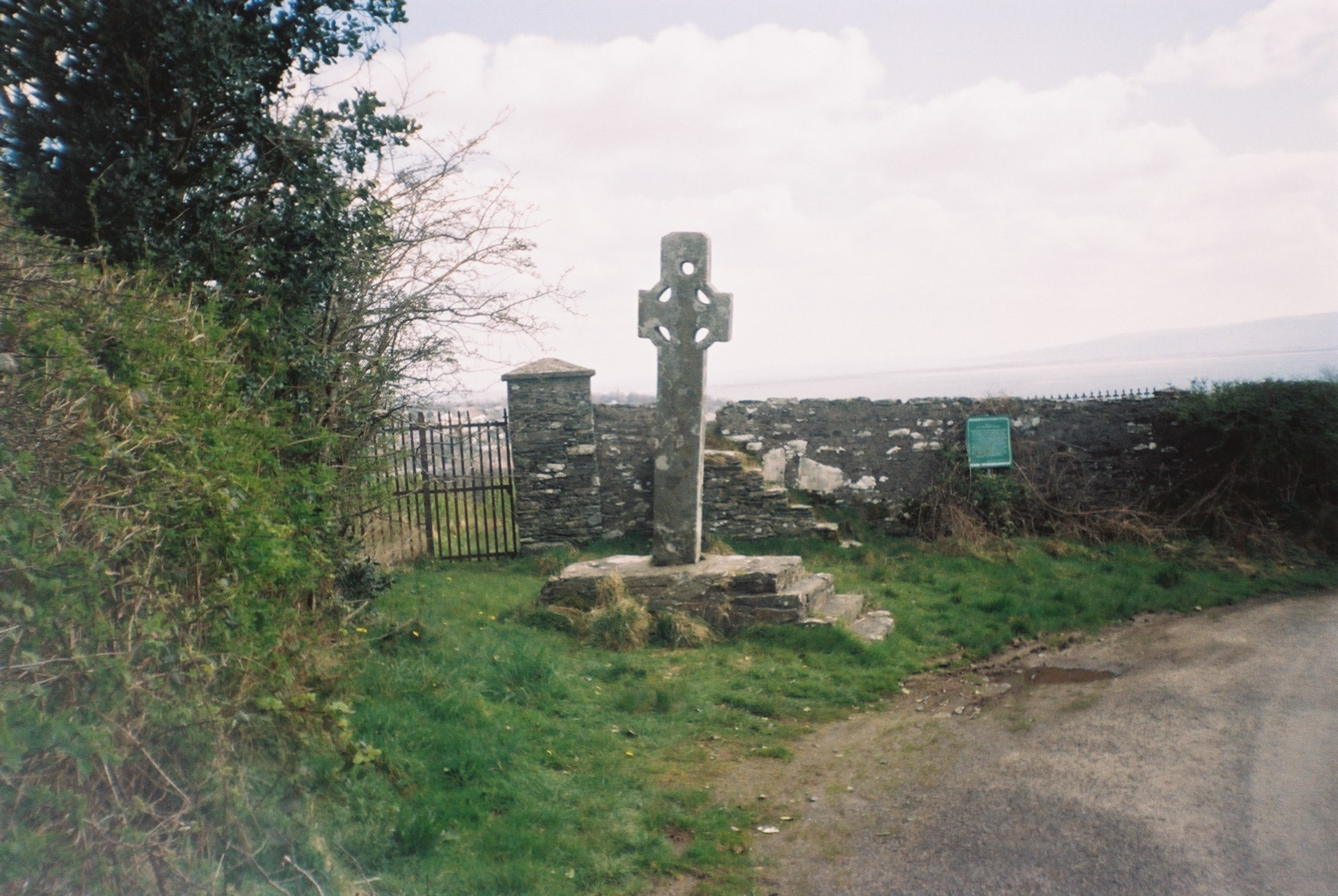
Das archaische Cooley Cross

Das Skull House von Moville (dt. Schädelhaus; wohl eher Beinhaus) auf dem Friedhof von Cooley (auch Cooly) bei Moville liegt oberhalb des Lough Foyle im County Donegal in Irland. 
Das Gebäude aus  Trockenmauerwerk ist 8,5 × 6,5 Meter groß (Außenmaße). Das Gebäude kann als Oratorium gedient haben, allerdings passt der zu niedrige Zugang nicht zu anderen Oratorien in der Region. Es wurde auch als alte Gruft für die lokalen Heiligen angesehen, da menschliche Überreste gefunden wurden. Infrage kommt St. Finian, der Schutzpatron von Moville. 
Der Bereich war Standort eines Klosters mit Namen Maghbhile, das auf Inishowen im 6. Jahrhundert eine angesehene Schule gewesen sein soll, aber verschwunden ist.
Der Standort wurde wie andere frühe christliche Stätten gewählt, weil es hier wahrscheinlich einen heidnischen Kultplatz gab. 
Vor dem Friedhof steht das etwa 3,0 Meter hohe Cooley Cross, eines der frühesten Beispiele für ein Keltenkreuz.

Skull House von Moville
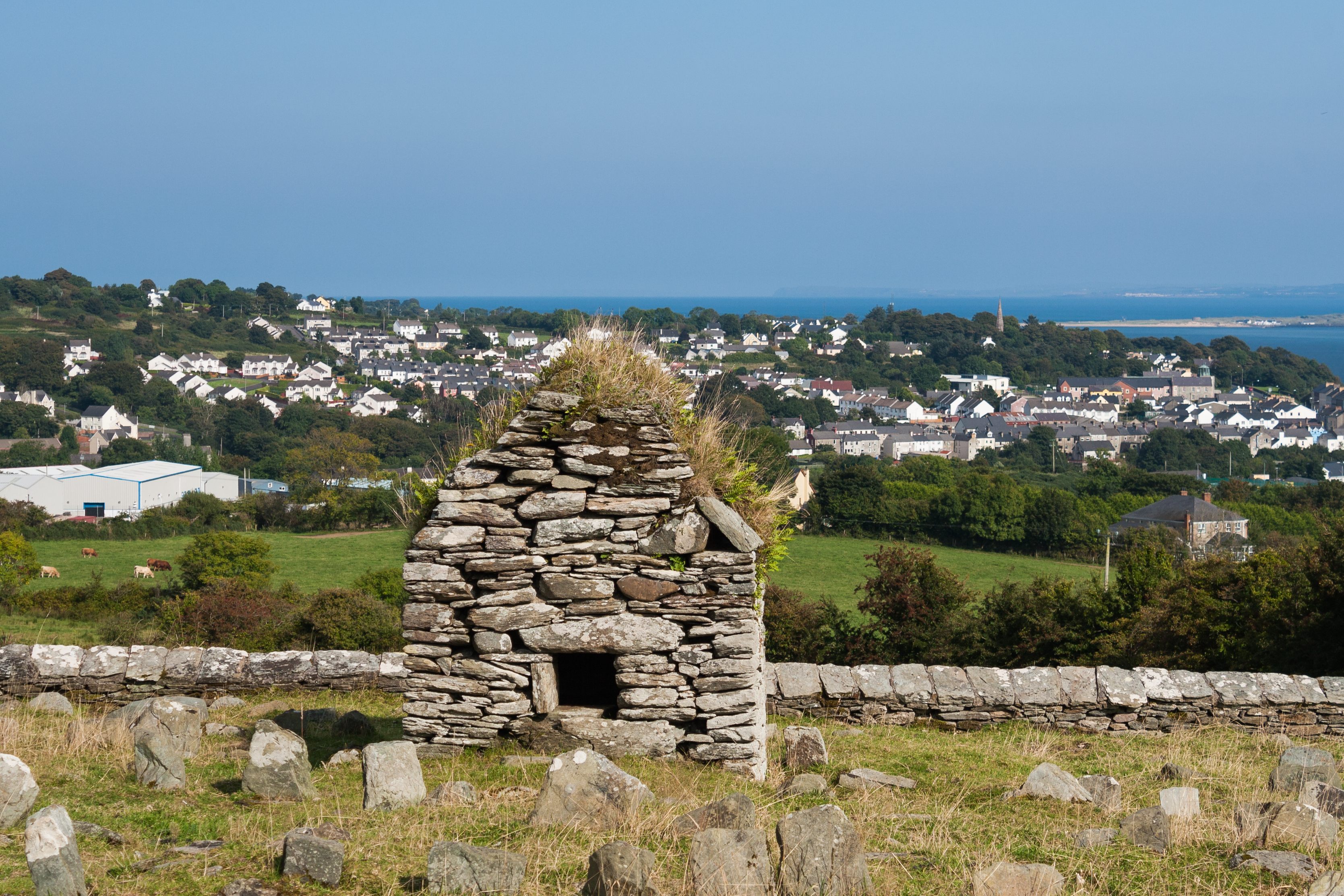
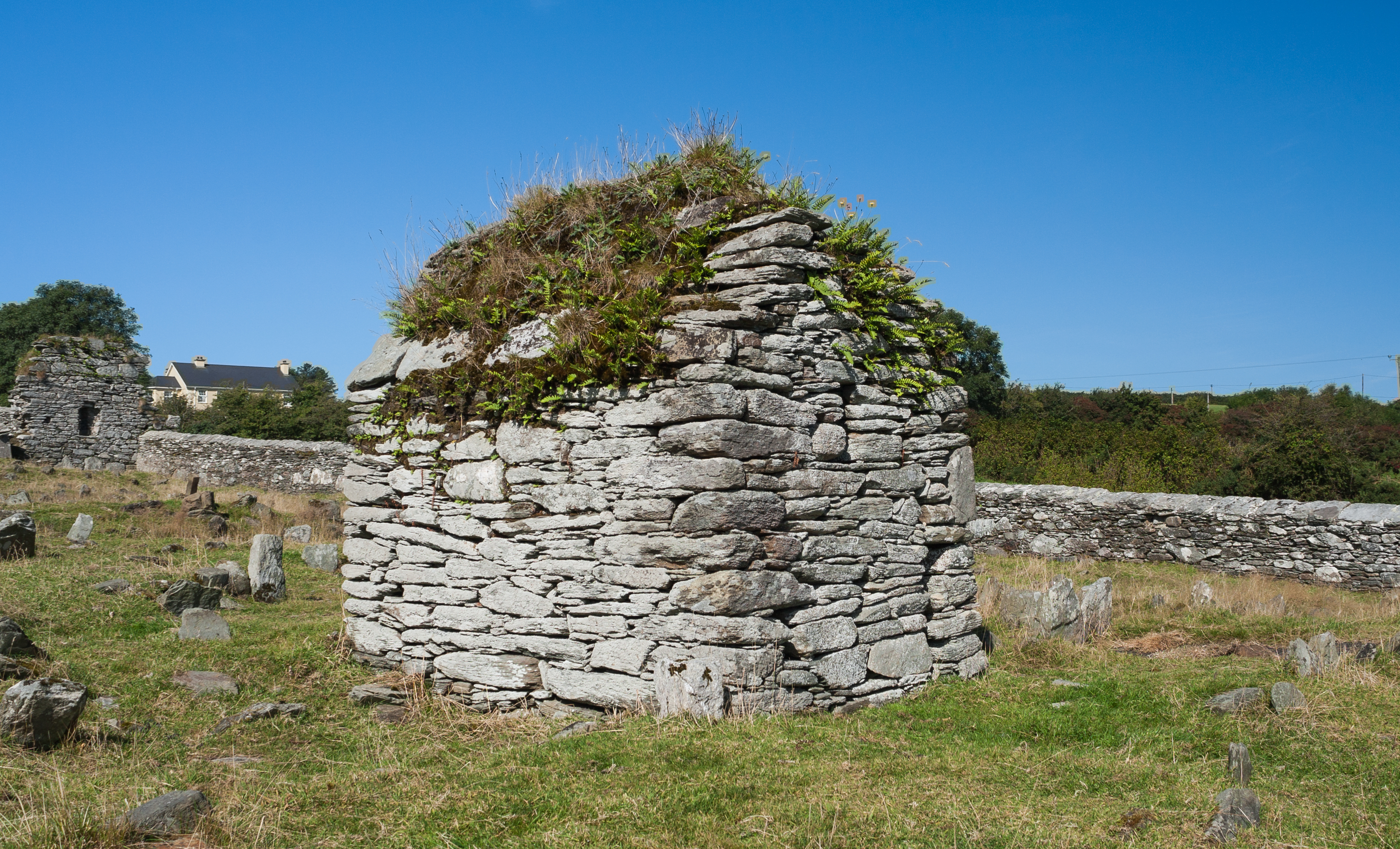
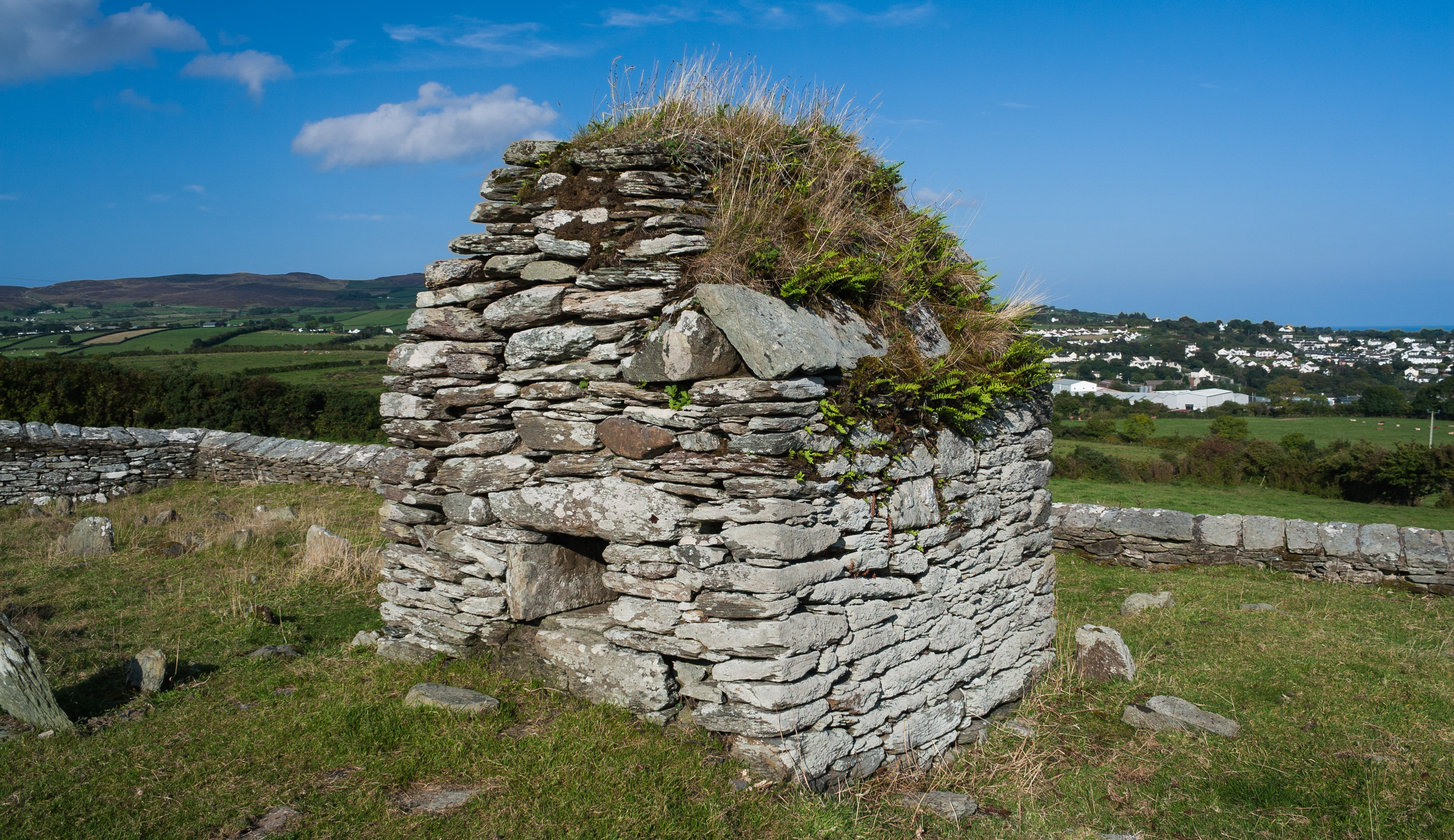
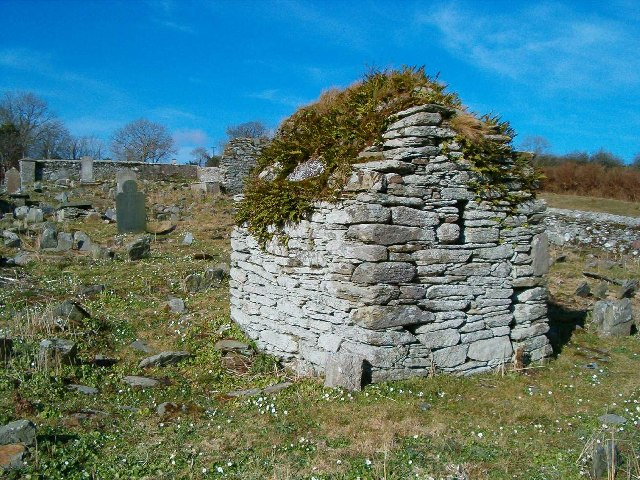